# 野口恵子
野口 恵子（のぐち けいこ、1975年 - ）は、日本の歌人。東京都出身。1998年に早稲田大学理工学部卒業。2002年に大学が主催していた短歌教室に申し込み、作歌を始める。